# Anolis oculatus
Espèce
Synonymes
- Xiphosurus oculatus Cope, 1879
- Ctenonotus oculatus (Cope, 1879)
- Ctenonotus oculatus oculatus (Cope, 1879)
- Ctenonotus oculatus cabritensis (Lazell, 1962)
- Ctenonotus oculatus montanus (Lazell, 1962)
- Ctenonotus oculatus winstonorum (Lazell, 1962)

Statut de conservation UICN

 LC  : Préoccupation mineure
Anolis oculatus est une espèce de sauriens de la famille des Dactyloidae. Endémique de la Dominique dans les Caraïbes, elle se rencontre dans la plupart des environnements de cette île. Elle est répartie en quatre principaux groupes de populations qui correspondent aux sous-espèces décrites pour cette espèce, bien que ces groupes soient considérés par certains auteurs comme des écotypes. Sa morphologie est très diversifiée, avec une couleur de fond allant de l'ocre pâle ou au jaune au vert foncé ou brun, ainsi que des motifs allant de petites taches claires à des motifs marbrés complexes. Certaines ont également des taches noires ressemblant à un « œil » sur les flancs. Cette diversité est une adaptation aux différents biotopes de cette île.

Ce lézard est principalement arboricole mais peut chasser au sol. Il consomme principalement des insectes, parfois de petits vertébrés. Atteignant environ 4 cm sans la queue − les mâles étant un peu plus grands que les femelles − ce reptile est ovipare et les femelles pondent très régulièrement, toute l'année.

Bien que très répandue et non considérée comme menacée cette espèce subit la concurrence de Anolis cristatellus, espèce envahissante introduite qui s'est développée dans le sud de l'île.

## Description

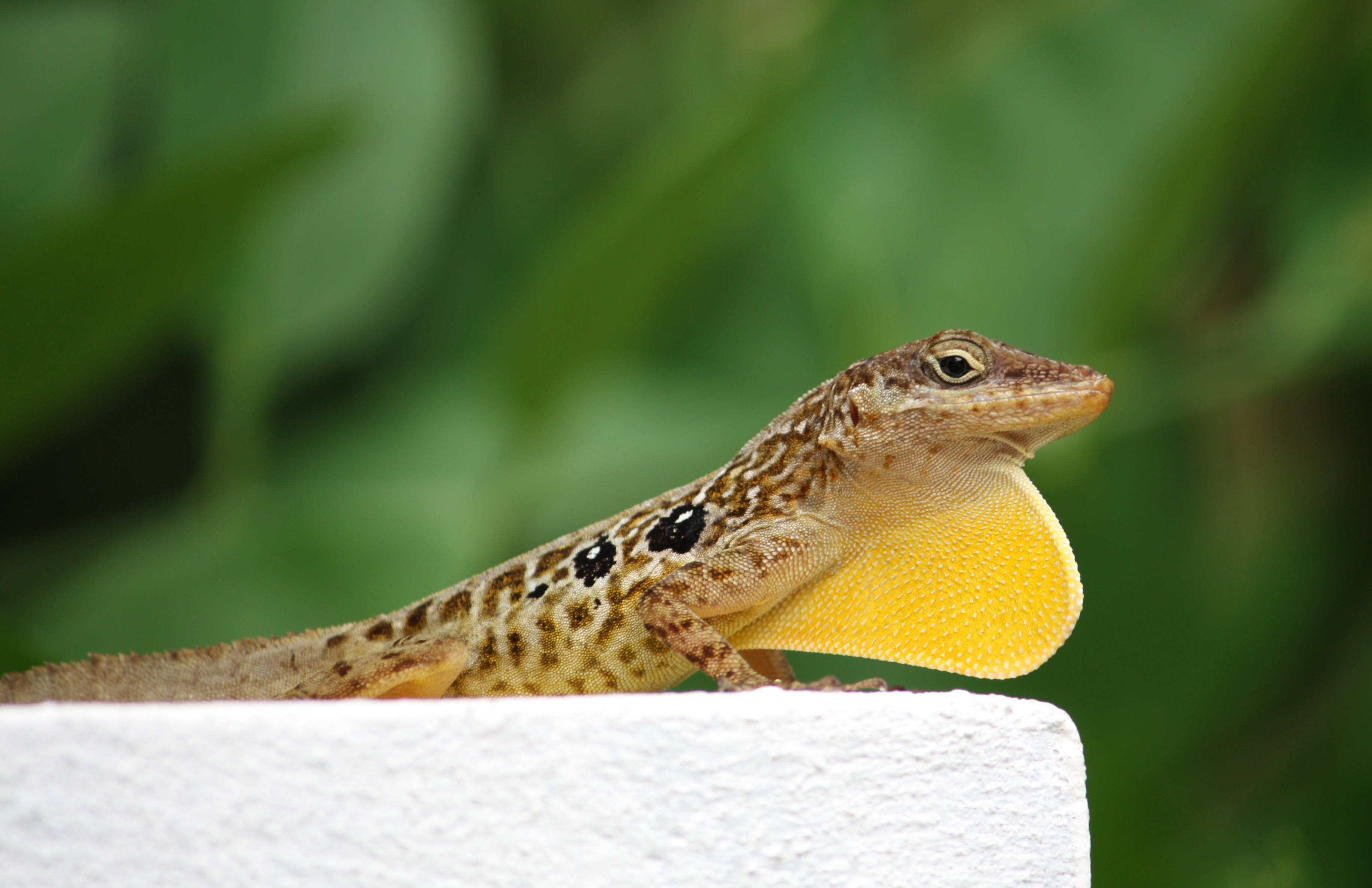
Fanon gulaire déployé chez un mâle de l'écotype A. o. cabritensis (nord-ouest de l'île)

Anolis oculatus mesure de 61 à 98 mm de long sans la queue selon les populations, celles vivant en altitude étant les plus grandes. La queue est au moins aussi longue que le corps, et les femelles sont plus petites que les mâles. La plus faible taille à basse altitude pourrait être liée à une plus forte pression des prédateurs,. Les mâles présentent une crête au niveau de la queue ainsi qu'un fanon gulaire dépliable, généralement jaune ou orange. Ce dernier existe également chez les femelles mais est nettement moins développé et présente des couleurs moins vives. Les yeux peuvent être bleu vif chez certaines populations.
La couleur de fond varie beaucoup, pouvant être ocre, vert, brun ou gris. Les motifs sont également très variables allant de taches claires à des marbrures complexes. Certains mâles peuvent avoir de larges points bordés de noir. Les femelles et juvéniles sont généralement plus clairs, avec des motifs moins contrastés. Comme tous les Anolis cette espèce est capable de changer de couleur.
La grande variabilité de ce lézard − en couleurs, motifs et tailles − a été très étudiée. Il n'existe pas de lien entre les différentes caractéristiques et chacune peut apparaître indépendamment des autres, et il semble que ces éléments soient corrélés à l'environnement : altitude, végétation, quantité de pluie… Les individus vivant dans des habitats plus secs sont en général plus pâles avec des motifs en points ou marbrés, alors que ceux de milieux plus humides sont généralement vert intense. On retrouve d'ailleurs ce même type de variations de motifs chez Anolis marmoratus, qui se rencontre à la Guadeloupe dans des écosystèmes comparables.

### Écotypes
Bien que des sous-espèces soient actuellement reconnues il semble qu'elles ne soient pas valides et qu'il ne s'agisse que d'écotypes (voir section « Liste des sous-espèces »).
Ces 4 écotypes − qui correspondent aux 4 sous-espèces − présentent des différences de taille et d'apparence.
L'écotype correspondant à Anolis oculatus cabritensis se rencontre dans la partie nord-ouest de l'île, la plus aride. Ce groupe a une couleur de base grise ou jaune-brun avec la tête plus sombre et présente des taches vives et claires qui forment des lignes irrégulières voire des marbrures. Les mâles présentent généralement une (parfois plusieurs) tache noire de chaque côté du corps.
L'écotype correspondant à Anolis oculatus oculatus se rencontre sur la côte sud et sud-ouest. Il ressemble beaucoup au précédent écotype mais est plus petit et présente des couleurs plus pâles. De plus les mâles ne présentent généralement pas de tache noire latérale.
L'écotype correspondant à Anolis oculatus montanus se rencontre dans la forêt tropicale d'altitude, au centre de l'île. Sa couleur de fond est vert profond, camouflage correspondant aux troncs couverts de mousse. Il présente des taches de petite taille, blanc-bleuté, et parfois des taches noires latérales comme pour le premier écotype. Ce sont par ailleurs les plus grands spécimens de cette espèce.
Le dernier écotype, correspondant à Anolis oculatus winstonorum, se rencontre sur la côte est de l'île, plus humide que la côte ouest. Sa taille est intermédiaire (par rapport à A. o. montanus et A. o. o.) et a une couleur de fond orange à brun-marron, avec des taches blanches.

Exemples des différents écotypes de cette espèce
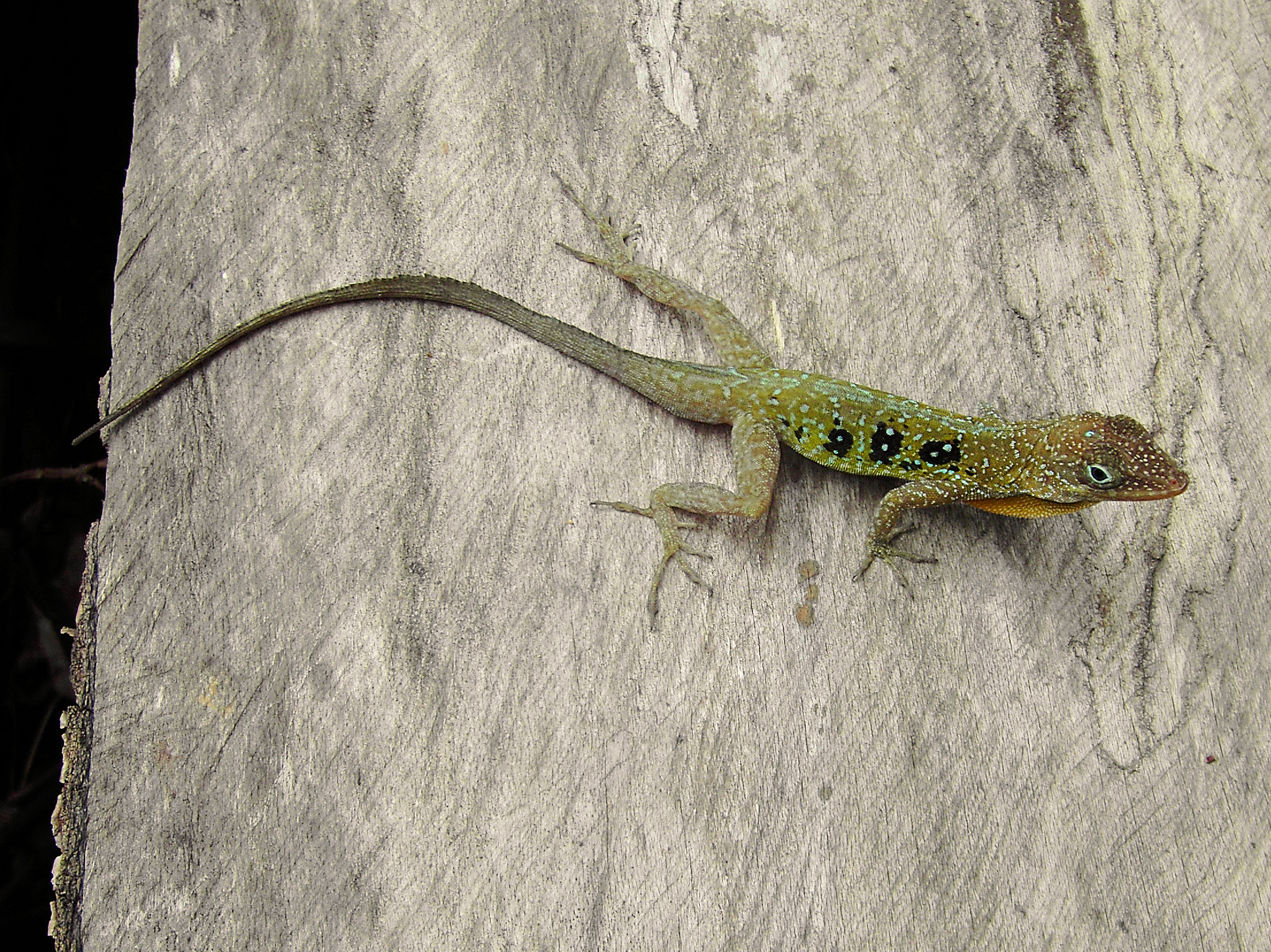
Anolis oculatus montanus
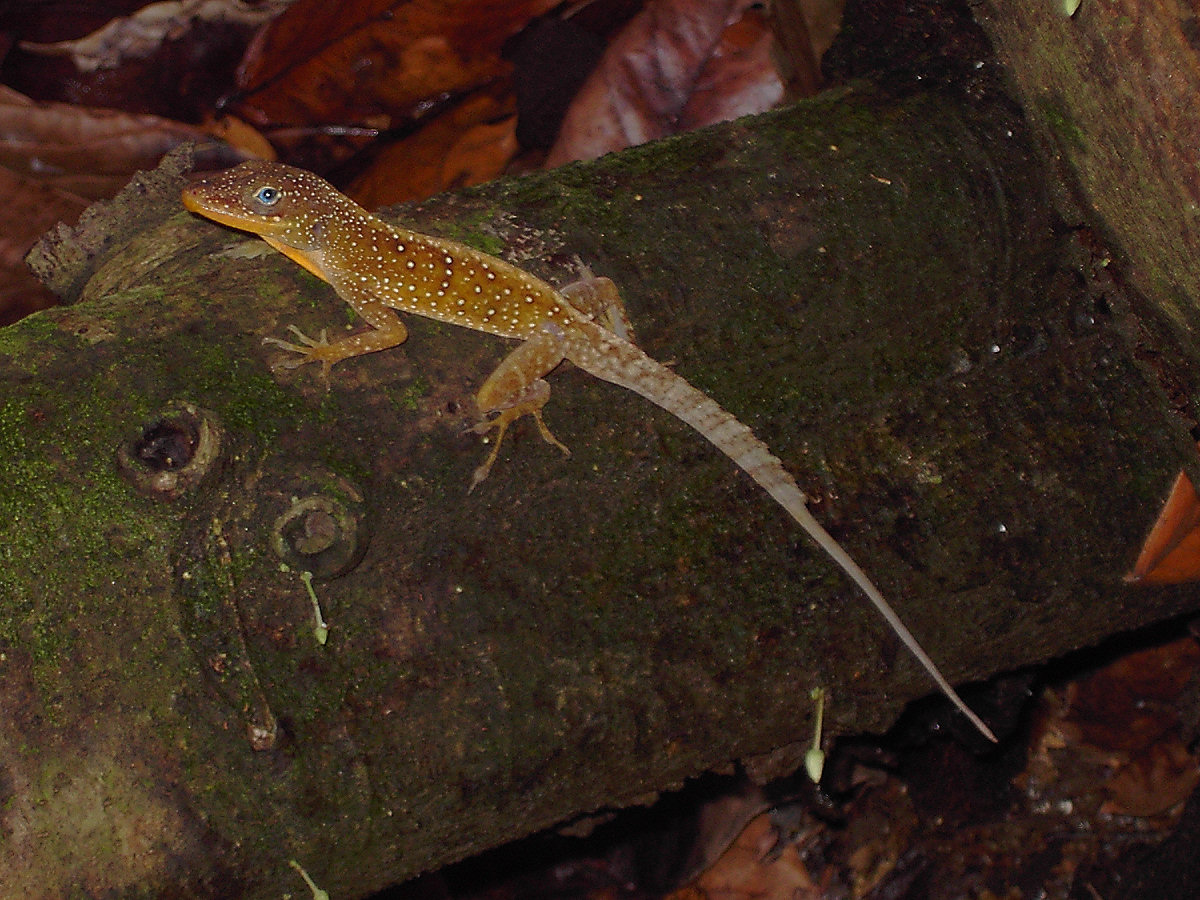
Anolis oculatus winstonorum
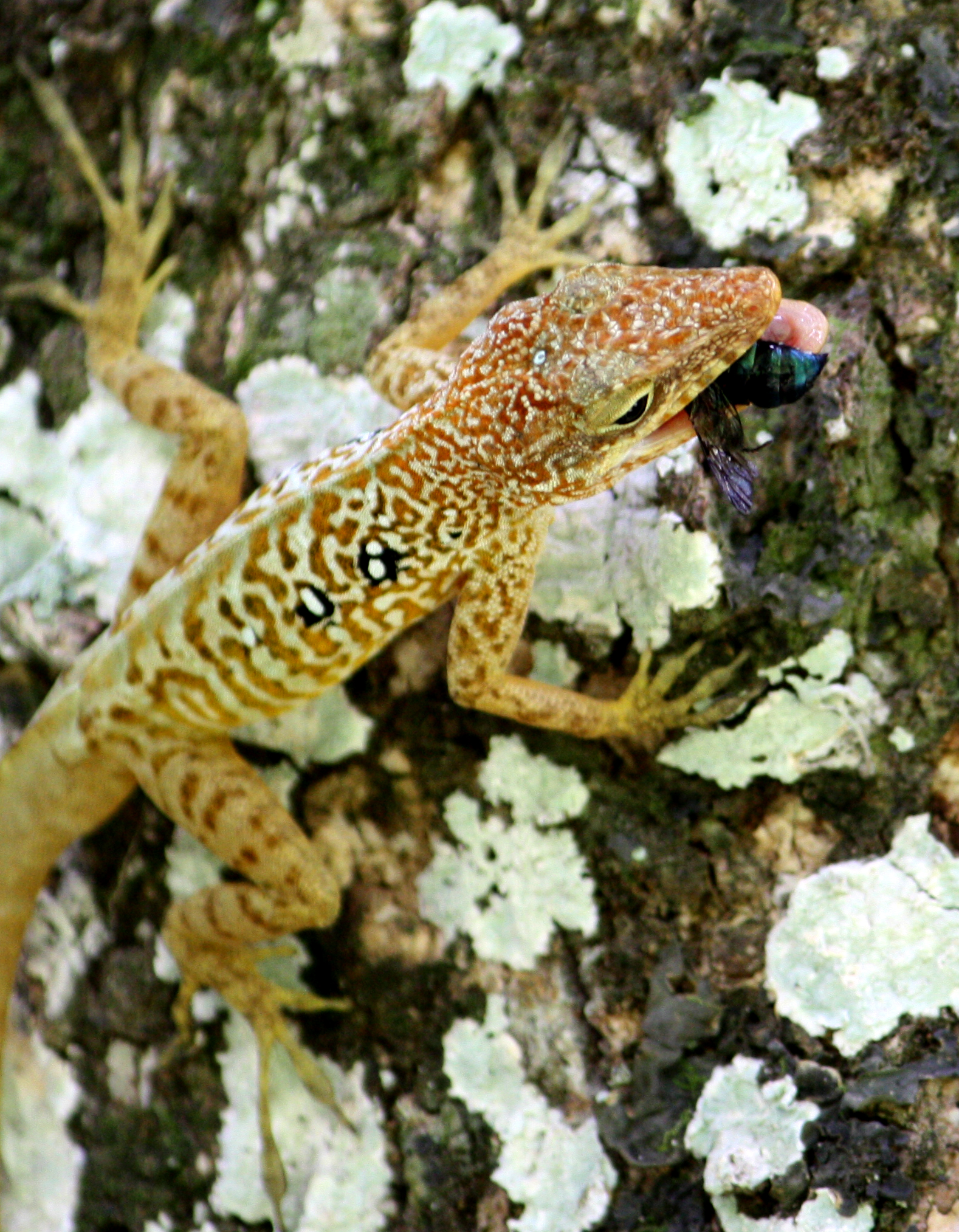
Anolis oculatus cabritensis
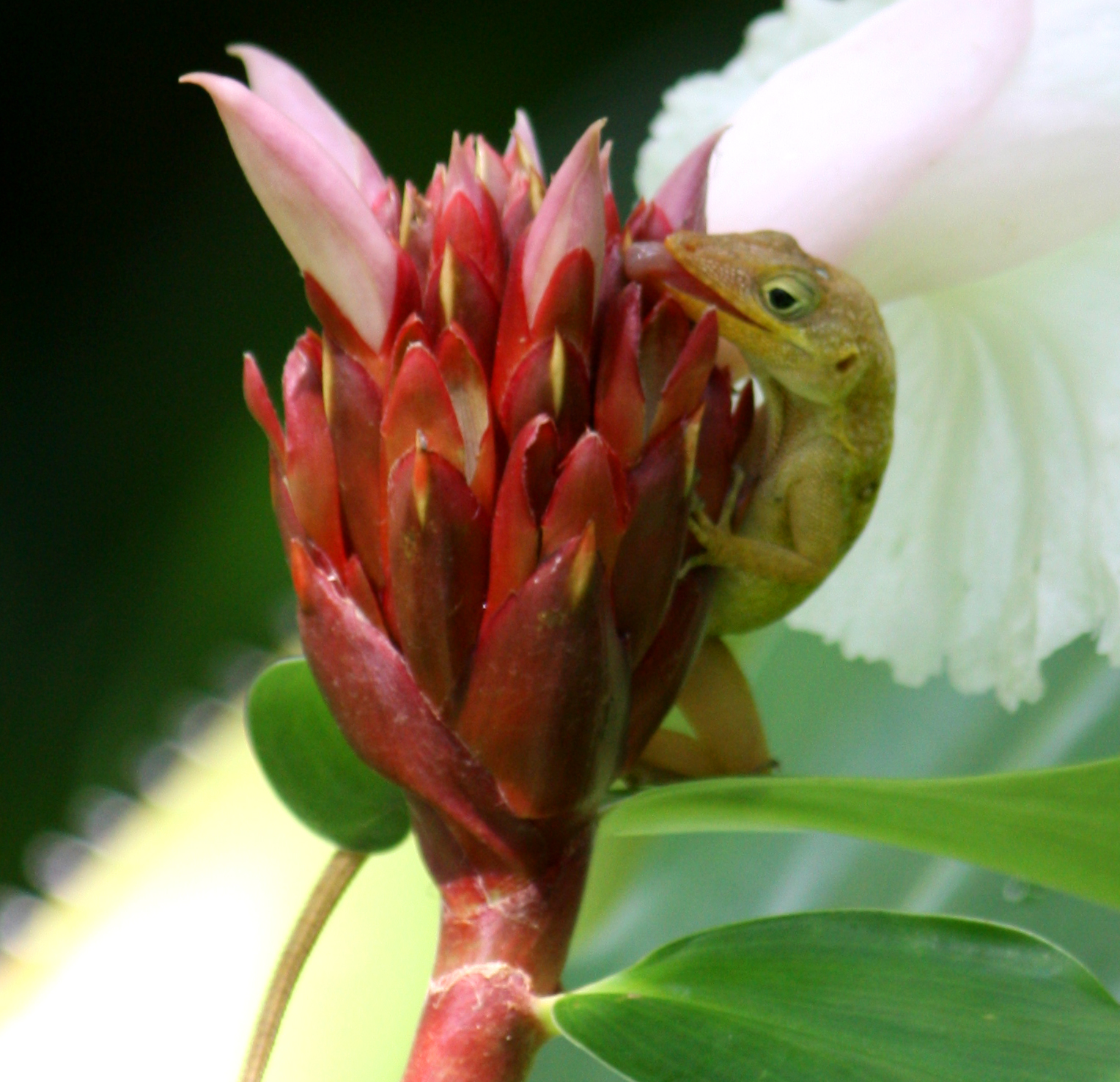
Anolis oculatus oculatus

## Répartition
Cette espèce est endémique de la Dominique, l'une des rares îles des Antilles à avoir conservé sa faune reptilienne et amphibienne d'origine. Un autre lézard, Ameiva fuscata, est également endémique de cette île.
Il est présent sur toute l'île du niveau de la mer jusqu'à près de 900 m d'altitude et est généralement abondant bien qu'il tende à disparaitre dans le sud de l'île à cause de la concurrence d'une espèce invasive, l'Anolis cristatellus. Les côtes boisées de la Dominique semblent particulièrement propices aux reptiles, celles-ci comptant la plus forte biomasse de reptiles du monde. On estime que leur densité peut dépasser 2 148 individus par hectare.

## Liste des sous-espèces
Selon The Reptile Database (18 octobre 2015) les sous-espèces suivantes sont reconnues :
- Anolis oculatus cabritensis Lazell, 1962 − nord de l'île
- Anolis oculatus montanus Lazell, 1962 − régions montagneuses
- Anolis oculatus oculatus (Cope, 1879) − sud de l'île
- Anolis oculatus winstonorum Lazell, 1962 − côtes

Des études morphologiques et génétiques indiquent que le flux de gènes entre les différentes populations − et donc sous-espèces − de l'île est continu, les différences morphologiques relevant plutôt d'adaptations locales aux conditions écologiques. C'est pourquoi certains spécialistes considèrent que ce découpage en sous-espèce est invalide et qu'il n'y a en fait que des écotypes.

## Biologie et mœurs
Anolis oculatus est un lézard semi-arboricole qui vit principalement au sol où il cherche sa nourriture,,. Il se poste généralement sur des troncs ou autres surfaces verticales afin de surveiller le passage de proies au sol. Il se nourrit principalement d'insectes. Il peut aussi consommer des fruits et de petits vertébrés, selon leur taille. Selon les lieux et la saison le régime alimentaire peut varier : les populations de montagne, plus grandes, consomment plus volontiers de grosses proies comme des Oligochaeta et des Orthoptera ; les populations plus petites consomment elles plutôt des fourmis, des termites, des Collemboles et des Psocoptères,.

### Comportement
Ce sont des reptiles territoriaux, aussi bien les mâles que les femelles. Les mâles ont un territoire au moins deux fois plus grand que celui des femelles. Les territoires des femelles peuvent malgré tout se chevaucher, surtout dans les zones à forte densité. Il semble, d'après le flux des gènes de cette espèce, que ce sont les mâles qui migrent à la recherche de nouveaux territoires, probablement lorsqu'ils sont jeunes,. Une fois adultes, les mâles comme les femelles semblent être sédentaires.
En période active cette espèce se poste en général sur des troncs ou autres surfaces verticales, la tête en bas. Les mâles déploient leur fanon gulaire à la fois pour attirer les femelles et pour repousser d'éventuels mâles concurrents. Ils peuvent également hocher de la tête et faire des sortes de pompes. Lors de confrontations entre mâles ceux-ci gonflent leur corps et ouvrent largement leur bouche afin de paraître plus grands, et ces « combats » ne conduisent que très rarement à des blessures physiques.
L'espèce est généralement plus active aux heures les plus fraîches de la journée. Toutefois selon le lieu − et donc le climat − ceci varie : elle peut être active toute la journée dans les zones plus fraiches. Ce lézard passe la nuit accroché à des feuilles à l'extrémité de branches où les prédateurs plus lourds ne peuvent s'aventurer.

### Reproduction
Anolis oculatus vit plus longtemps et devient sexuellement mature plus tard que les autres Anolis. Les mâles sont matures lorsqu'ils atteignent l'âge de 3 ou 4 mois, avec une taille de 35 mm (sans la queue), plutôt 40 mm pour les femelles. Il se reproduit toute l'année même si on constate un pic de reproduction à la fin de la saison sèche, en particulier dans les zones du nord soumises à des variations de pluies plus fortes. Les mâles − qui ont un territoire plus grand que celui des femelles − s'accouplent avec les femelles dont le territoire borde le leur.

Ovipares, les femelles pondent plusieurs fois par an − jusqu'à 14 fois en un an relevé chez des spécimens captifs. Chaque ponte consiste généralement en un seul œuf même s'il peut y en avoir deux, principalement chez les grands spécimens. Les ovaires fonctionnent en alternance, l'un terminant son cycle lorsque l'autre le commence.

Les œufs sont pondus au sol, sous des pierres ou des feuilles.

## Taxinomie
L'espèce a été décrite par le zoologiste américain Cope en 1879 sous le nom d'Anolis alliaceus en se basant sur 16 spécimens du British Museum. Il décrivit plus tard − en 1879 − l'espèce Xiphosurus oculatus à partir de 13 spécimens au Smithsonian Institution. Ces deux espèces furent finalement considérées comme une seule espèce, Anolis oculatus, par le zoologiste allemand Albert Günther en 1888.
Ce lézard semble avoir divergé du groupe d'espèce proches (reliées à Anolis bimaculatus et comprenant aussi Anolis marmoratus, Anolis lividus, Anolis nubilus et Anolis sabanus) il y a au moins 10 millions d'années.
Le flux de gènes au sein des différents écotypes et même entre ces écotypes est très grand, indiquant un fort mélange des populations, bien qu'il existe une séparation nette entre l'écotype du nord et celui du sud. Les variations physiques − en taille, couleurs et motifs − ne semblent pas liées aux variations génétiques mais plutôt à la pression sélective différente des différents milieux ainsi qu'à la grande plasticité phénotypique de l'espèce.

## Menaces et protections
Anolis oculatus est classé en « Préoccupation mineure » sur la liste rouge de l'UICN et n'est donc pas considéré comme en danger.
Il est toutefois menacé par l'espèce invasive cousine Anolis cristatellus qui s'est établie sur l'île entre 1997 et 2002, supposément via les biens importés puisque leur installation initiale était adjacente au port et à l'aéroport. Cette dernière le supplante dans la partie costale du sud-ouest où Anolis oculatus est devenu rare voire totalement absent. Comme la zone concernée correspond à l'ensemble de l'écotype du sud les zoologistes recommandent de mettre en place un programme de reproduction en captivité afin de préserver la diversité génétique de l'espèce. Cette situation pourrait conduire à une quasi-disparition de l'espèce sur la quasi-totalité de l'île à l'exception probable des forêts pluviales d'altitude qu'Anolis cristatellus ne semble pas fréquenter.
Les principaux prédateurs de ce lézards sont les Alsophis antillensis ainsi que de nombreux oiseaux dont Coccyzus minor, des Passeriformes, et des Tyrannus qui se rencontrent principalement sur les côtes.

## Étymologie
L'épithète spécifique, oculatus, signifie en latin « œil », en référence aux points noirs distinctifs que certains spécimens présentent sur les flancs.

### Publications originales
- Cope, 1879 : Eleventh contribution to the herpetology of tropical America. Proceedings of the American Philosophical Society, vol. 18, p. 261–277 (texte intégral).
- Lazell, 1962 : The anoles (Sauria: Iguanidae) of the Eastern Caribbean, Part V. Geographic differentiation in Anolis oculatus on Dominica. Bulletin of the Museum of Comparative Zoology, no 127, p. 466-475 (texte intégral).